# Tom of Finland (película)
Tom of Finland es una película dramática biográfica de 2017 dirigida por Dome Karukoski y escrita por Aleksi Bardy. Está protagonizada por Pekka Strang como Touko Laaksonen, más conocido como Tom of Finland, artista homoerótico finlandés.
Tom of Finland se estrenó el 27 de enero de 2017 en el Festival de Cine de Gotemburgo y se estrenó en los cines de Finlandia el 24 de febrero de 2017. Fue seleccionada como la postulación finlandesa a la Mejor Película en Lengua Extranjera en la 90.ª edición de los Premios Óscar, pero no fue nominada.

## Sinopsis
Touko Laaksonen regresa a casa después de servir en la Segunda Guerra Mundial. En el Helsinki de la posguerra, se hace un nombre con sus dibujos homoeróticos de hombres musculosos. Antes de encontrar la fama, encuentra desafíos de su hermana y de la sociedad finlandesa debido a su arte.

## Elenco
- Pekka Strang como Touko Laaksonen, también conocido como Tom of Finland
- Lauri Tilkanen como Veli (Nipa)
- Jessica Grabowsky como Kaija Laaksonen
- Taisto Oksanen como Alijoki
- Seumas Sargent como Doug
- Jakob Oftebro como Jack
- Troy T. Scott como el hombre de Tom
- Werner Daehn como Müller
- Þorsteinn Bachmann como Editor de Physique Pictorial

## Recepción

### Premios
En el Danish Film Affair de 2016 (un "foro de trabajo en progreso" que se lleva a cabo junto con el Festival Internacional de Cine de Helsinki), Tom of Finland compartió el premio a la mejor presentación, dividiendo el dinero del premio con Post Punk Disorder.
En el Festival de Cine de Gotemburgo de 2017, la película ganó el Premio Fipresci. La película recibió también los galardones a Mejor Dirección Artística y Mejor Maquillaje y Peluquería en los Premios Apolo de Cine LGTB de 2017.

### Crítica
En el sitio web del agregador de reseñas Rotten Tomatoes, la película tiene una calificación de aprobación del 83% según 70 reseñas, con una calificación promedio de 6.9/10. El consenso de los críticos del sitio web dice: "Tom of Finland honra su tema con una mirada empática, imparcial y, sobre todo, entretenida al arte pionero que produjo a partir de la agitación privada". En Metacritic, la película tiene un puntaje promedio ponderado de 56 sobre 100 basado en 13 críticas, lo que indica "críticas mixtas o promedio".